# شركة الوجه القبلي لإنتاج الكهرباء
شركة الوجه القبلي لإنتاج الكهرباء، هي شركة حكومية لإنتاج الكهرباء، وتابعة للشركة القابضة لكهرباء مصر.

## عن الشركة
صدر القانون رقم 164 لسنة 2000 بتحويل هيئة كهرباء مصر إلى شركة مساهمة مصريه تسمى الشركة القابضة لكهرباء مصر وتضمن هذا القانون أن هذه القانون أن هذه الشركة مملوكة بالكامل للدولة وأنها تختص بذات الاختصاصات التي كانت محددة لهيئة كهرباء مصر.
تأسست شركة الوجه القبلي لإنتاج الكهرباء – شركة مساهمة مصرية بتاريخ 1-7-2001 طبقا لأحكام القانون رقم 159 لسنة 1981 وهى إحدى الشركات التابعة للشركة القابضة لكهرباء مصر ومقرها الرئيسي وموطنها القانوني مدينة الكريمات ويوجد لها فروع في مدينة أسيوط ومكتب بمحافظة الجيزة في 6 أ شارع محمد الدرة. وقد بلغ رأس مال الشركة المصدر عند تأسيسها 000 853 363 جنيه مصري مدفوع بالكامل وقد تم تعديل رأس المال ليصبح 562.554.000 جنيه مصري وتم تعديل رأس المال ليصبح 64.361.500 جنيه مصري.
يشمل النطاق الجغرافي لشركة الوجه القبلي لإنتاج الكهرباء محافظة حلوان (ما عدا ما يدخل في نطاق القاهرة الكبرى)، الفيوم، بني سويف، أسيوط، الوادي الجديد، سوهاج، قنا، أسوان.

## أهداف الشركة
- إنتاج الطاقة الكهربائية من محطات توليد الكهرباء الحرارية التابعة لها.
- إدارة وتشغيل وصيانة محطات توليد الكهرباء الحرارية التابعة لها، وتنفيذ عمليات الإحلال والتجديد اللازمة لهذه المحطات.
- بيع الطاقة الكهربائية المنتجة من محطات التوليد التابعة لها إلى الشركة المصرية لنقل الكهرباء، وكذلك إلى شركات التوزيع.
- تنفيذ المشروعات الخاصة بإنتاج الطاقة الكهربائية من المحطات الحرارية التي يوافق عليها مجلس إدارة الشركة القابضة لكهرباء مصر وطبقاً للبرامج الزمنية المحدده لها.
- القيام بأعمال الدراسات والبحوث في مجال نشاط الشركة.
- القيام بأية أعمال أو أنشطة أخرى مرتبطة أو مكملة لغرض الشركة.
- القيام بما يعهد به الغير للشركة من أعمال تدخل في نشاطها بما يحقق عائد إقتصادى للشركة.

## المشروعات

### جنوب حلوان

#### أهداف المشروع
تعزيز الشبكة الموحدة لكهرباء مصر لتوفير الطلب المتزايد على الطاقة لدعم معدل النمو وذلك:
باضافة قدرة انتاجية معدل النمو وذلك قدرها 1950 ميجاوات للشبكة الموحدة الناتجة من تشغيل عدد 3 وحدات بخارية تعمل بنظام الدورة ذات الضغوط الحرجة يستخدم الغاز الطبيعي كوقود اساسي والمازوت كوقود بديل.
استيعاب عدد كبير من العمالة المتخصصة والغير متخصصة خلال فترة الانشاءات التي تزيد عن أربعة سنوات مما يساهم في حل مشكلة البطالة لحوالي ثلاثة الاف عامل اثناء التركيبات
إضافة هذه القدرة يساهم في دعم منطقة الصعيد ووسط الصعيد وذلك بانشاء المصانع الجديدة والتوسع في المشروعات الانمائية بشكل عام
خلق جيل جديد من المهندسين والفنيين الذين لهم القدرة على تشغيل وصيانة المحطات ذات القدرة العالية واستيعاب التكنولوجيا الحديثة

#### وصف المشروع
يتكون من:
ثلاث غلايات بخار تعمل بنظام الضغوط فوق الحرجة super critical
ثلاث تربينات بخارية ومولداتها قدرة 650 ميجاوات لكل واحدة
وحدة معالجة المياه لتوفير المياه اللازمة للمحطة وكذلك معالجة مياه الصرف الصناعي والصرف الصحي

### المراشدة
محطة توليد كهرباء المراشدة بمحافظة قنا وقد تم تخصيص المساحة المطلوبة لإنشائها. الجدير بالذكر أن هدف الشركة الأسمى هو الوصول لمستوى المعايير العالمية في مجال اقتصاديات توليد الطاقة عن طريق تطوير أساليب الإدارة والتخطيط لعمليات التشغيل والصيانة وتوسيع قاعدة التصنيع المحلى والاستخدام الأمثل للمواد والمتاحة لتحقيق أقصى عائد اقتصادي وذلك مع مراعاة اشتراطات الحفاظ على البيئة وذلك بالمحافظة على قيم الانبعاثات ومياه الصرف الصناعي في الحدود المسموح بها دولياً.

### العياط

#### الإنتاج
بلغ إجمالي سعة الإنتاج 1968 ميجاوات وإجمالي الطاقة المتوقع انتاجها خلال السنة 12000 مليون ك.و.س.

## محطات الشركة

### الكريمات 1
تتميز محطة توليد كهرباء الكريمات البخارية (كريمات1) بالمستوى التكنولوجي العالي الذي أدى إلى ارتفاع كفاءة تشغيلها وزيادة الاعتمادية عليها وتتميز أيضاَ بانخفاض اقتصاديات تشغيلها، وما تحققه من وفر في استهلاك الوقود، كما أن وحداتها هي أكبر وحدات توليد في جمهورية مصر العربية والشرق الأوسط إذ تبلغ قدرة الوحدة الواحدة منها 627 ميجاوات وهى تتكون من وحدتين بإجمالي طاقة توليــد 1254 ميجاوات، وقد بدأ التشغيل التجاري للوحدة الأولى في نوفمبر1997 والوحدة الثانية أغسطس 1998.
تقع المحطة في الكريمات، مركز أطفيح، محافظة حلوان يبعد مسافة 95 كم عن محافظة القاهة شرق النيل.
الغرض من إنشاء المشروع هو تدعيم الشبكة الكهربائية الموحدة لمجابهة الأحمال الصناعية المتزايدة ورفع مستوى المعيشة وإنارة قرى الجنوب.

### الكريمات المركبة
تعتمد فكرة توليد الكهرباء في موديول الوحدات المركبة على حرق الوقود بالوحدات الغازية وكمية العادم الناتجة تستخدم في إنتاج كمية البخار اللازمة لتشغيل التربينة البخارية من خلال غلايات استعادة الطاقة مما يحقق توليد طاقة اضافية تعادل 1/3 الطاقة الكلية للموديول وتوفر 1/3 كمية الوقود المستخدم بالمقارنة بالوحدات البخارية.
الوحدات الغازية تعمل بوقود الغاز الطبيعى (وقود اساسى) ووقود السولار (وقود بديل).
وترتبط الوحدات المركبة بالشبكة الكهربائية الموحدة من خلال سبعة دوائر كهربائية جهد 220 ك. ف تغذى محطات محولات (الفيوم – بنى سويف – شرق القاهرة – البساتين).
يعتبر قطاع الكريمات المركبة من محطات الكهرباء صديقة البيئة حيث لا توجد ملوثات.
يقوم قطاع الكريمات المركبة بالمشاركة في التدريب الصيفي لطلاب الجامعات
يتكون قطاع الكريمات المركبة من (2) موديول قدرة كل موديول 750 م.و على النحو التالى:
الموديول الأول (محطة كهرباء الكريمات المركبة (2) قدرة 750 م.و)
بدأ التنفيذ في 2005 ويتكون من المهمات الرئيسية التالية:
- عدد 2 تربينة غازية قدرة كل منها 250 م. ومن إنتاج شركة سيمنز الألمانية.
- عدد 2 غلاية استعادة طاقة من إنتاج شركة سكودا التشيكية=البيلجيكية.

### محطة أسيوط الوليدية
تم اختيار موقع الوليدية (على بعد 3 كيلو متر شمال خزان أسيوط على الضفة الغربية لنهر النيل) لهذا المشروع تنفيذاً لسياسة الدولة في توفير الطاقة لمشروعات التنمية الزراعية والسياحية في صعيد مصر، وتتكون المحطة من وحدتين قدرة كل منهما 312 ميجا وات وهى تعمل بالمازوت مع إمكانية استخدام الغاز الطبيعي كوقود بديل وتم تصميم موقع المشروع بحيث يسمح بإضافة وحدة ثالثة في المستقبل.
الوحدة الأولى بمحطة توليد كهرباء أسيوط الوليدية
وهى ذات قدرة 312 ميجا وات وقد تم بدء تشغيلها في 1992/03/12.
الوحدة الثانية بمحطة توليد كهرباء أسيوط الوليدية
وهى ذات قدرة 312 ميجا وات وقد تم بدء تشغيلها في 1997/02/21.

### محطة أسيوط البخارية
وهى تتكون من ثلاث وحدات قدرة اتنين منها 30ميجا وات، وقد بدأ تشغيلهما في عام 1964 وما زالت تعمل حتى الآن.

## وصلات خارجية
- http://www.ueepc.com/الموقع